# Cybocephalus diadematus
Cybocephalus diadematus é uma espécie de insetos coleópteros polífagos pertencente à família Cybocephalidae.
A autoridade científica da espécie é Chevrolat, tendo sido descrita no ano de 1861.
Trata-se de uma espécie presente no território português.